# Altagracia (nome)
Altagracia  è un nome proprio di persona spagnolo femminile.

## Varianti
- Femminili: Altagratia[2], Altagrazia[2], Alagracia[2], Allagracia[2]
  - Ipocoristici: Alta[2]

## Origine e diffusione

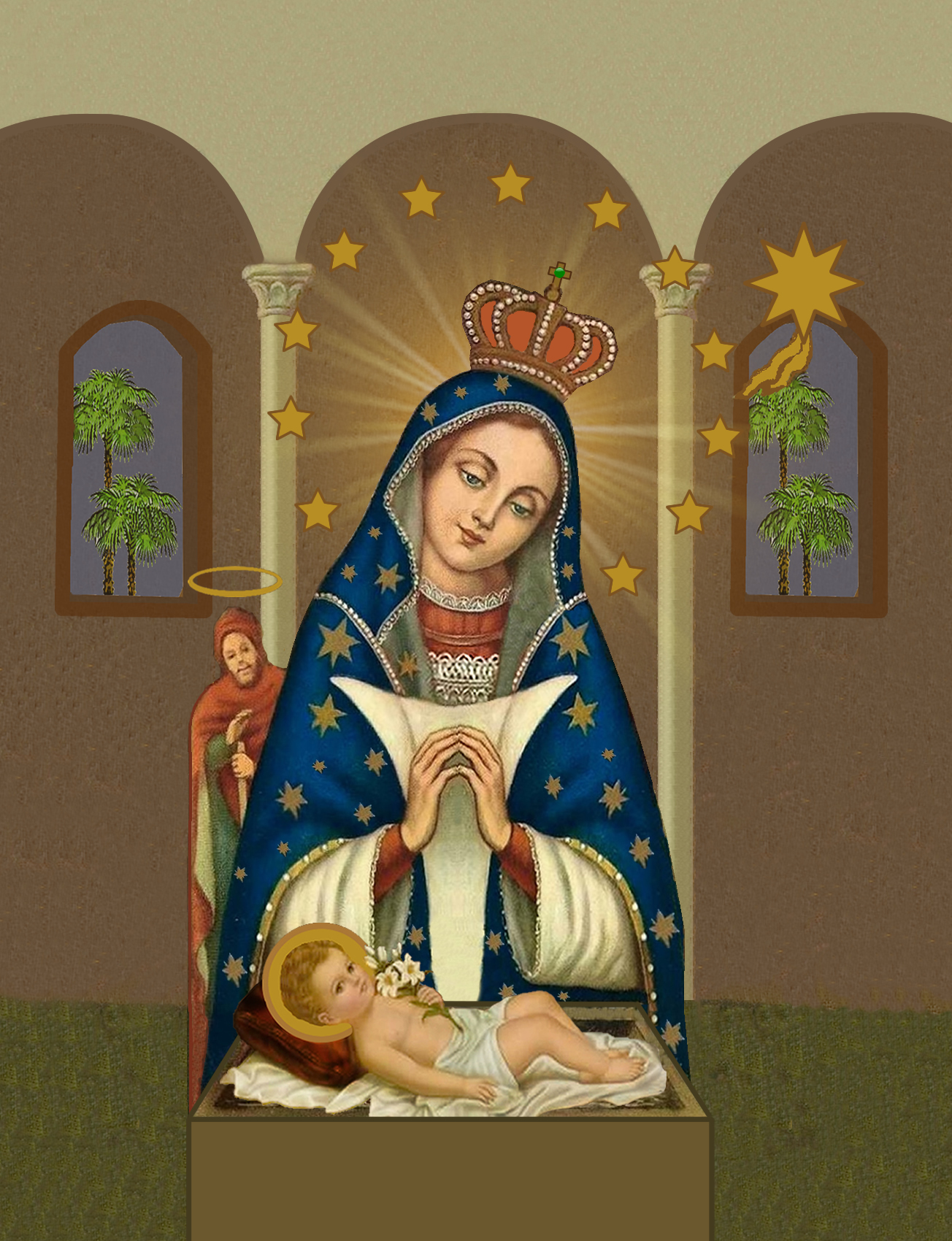
Icona della Nuestra Señora de Altagracia

Si tratta di un nome tipicamente cattolico, che richiama il culto verso la Nuestra Señora de Altagracia, un titolo con cui la Madonna è venerata nella Repubblica Dominicana. Etimologicamente, è un composto dei termini spagnoli alta e gracia, cioè "alta grazia".

## Onomastico
L'onomastico si festeggia il 21 gennaio, giorno della festa della Nuestra Señora de Altagracia, patrona della Repubblica Dominicana.

## Persone
- Altagracia Ugalde Motta, vero nome di Ana Bárbara, cantante messicana
- Altagracia Zapata, cestista dominicana